# Shakuntala Karandikar
Shakuntala Karandikar (Índia, 20 de juliol de 1931 – 1r de juny de 2018) fou una escriptora i filantropa maratha. És coneguda especialment per la seva biografia de 1992 Viśvasta, que tracta sobre el seu pare Chandrashekhar Agashe.

## Obres destacades
- Karandikar, Shakuntala. Viśvasta (en marathi). 1a edició.  Pune: Śrī Prakāśana, 1992. ISBN 9781532345012. OCLC 992168228.